# Ephesia rebeli
Ephesia rebeli là một loài bướm đêm trong họ Noctuidae.